# Mammea congregata
Mammea congregata är en tvåhjärtbladig växtart som först beskrevs av Jacob Gijsbert Boerlage, och fick sitt nu gällande namn av André Joseph Guillaume Henri Kostermans. Mammea congregata ingår i släktet Mammea och familjen Calophyllaceae. Inga underarter finns listade i Catalogue of Life.